# Rue de Sèvres
Pour les articles homonymes, voir Rue de Sèvres (maison d'édition) et Rue de Sèvres (Ville-d'Avray).
La rue de Sèvres est une rue traversant les 6e, 7e et 15e arrondissements de Paris.

## Situation et accès
La rue de Sèvres est une voie, orientée nord-est/sud-ouest, longue de 1500 mètres et large d'environ 20 mètres. Elle traverse trois arrondissements : le 6e, 7e et le 15e.

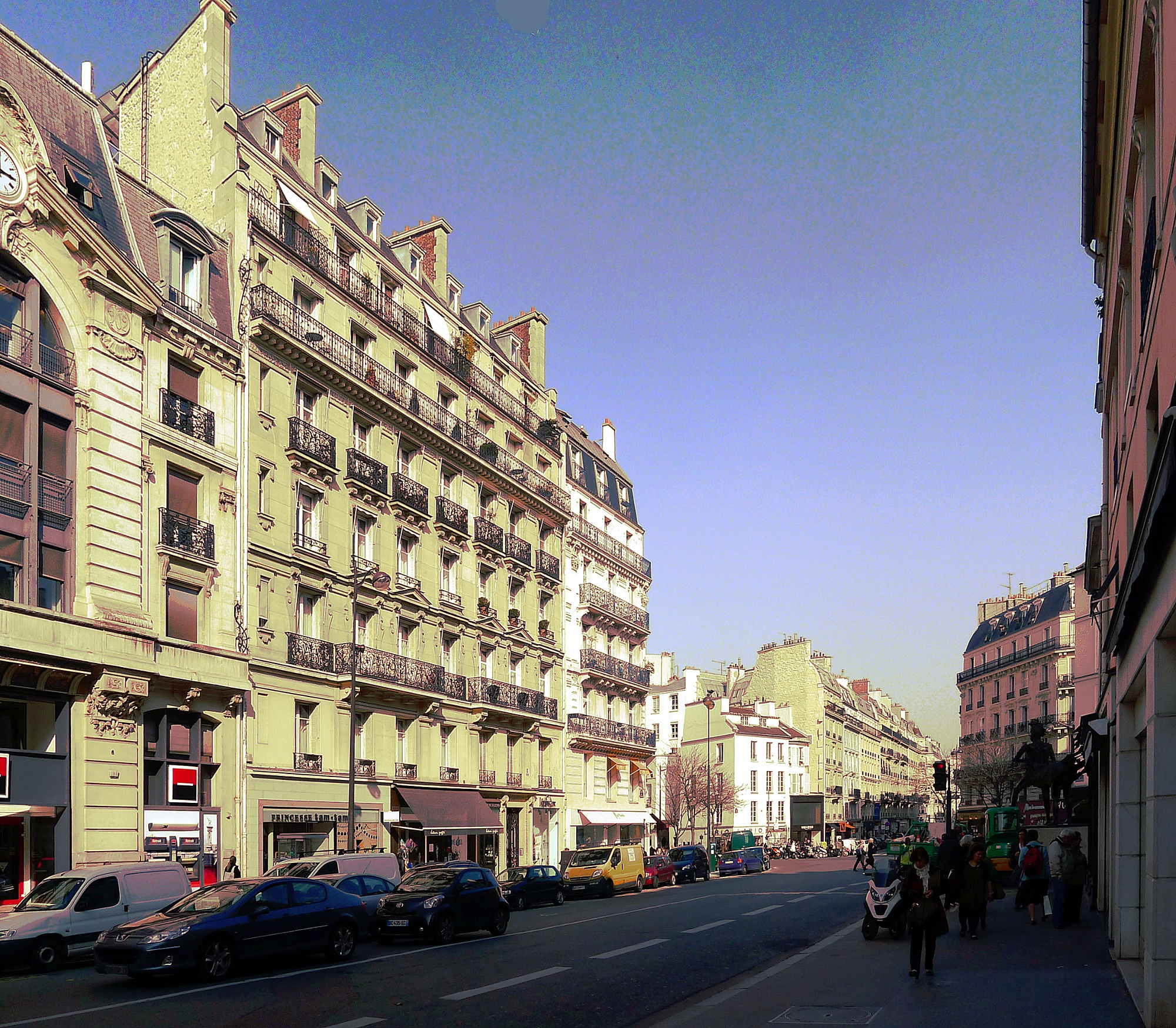
La rue de Sèvres au niveau des numéros 4 et 6.
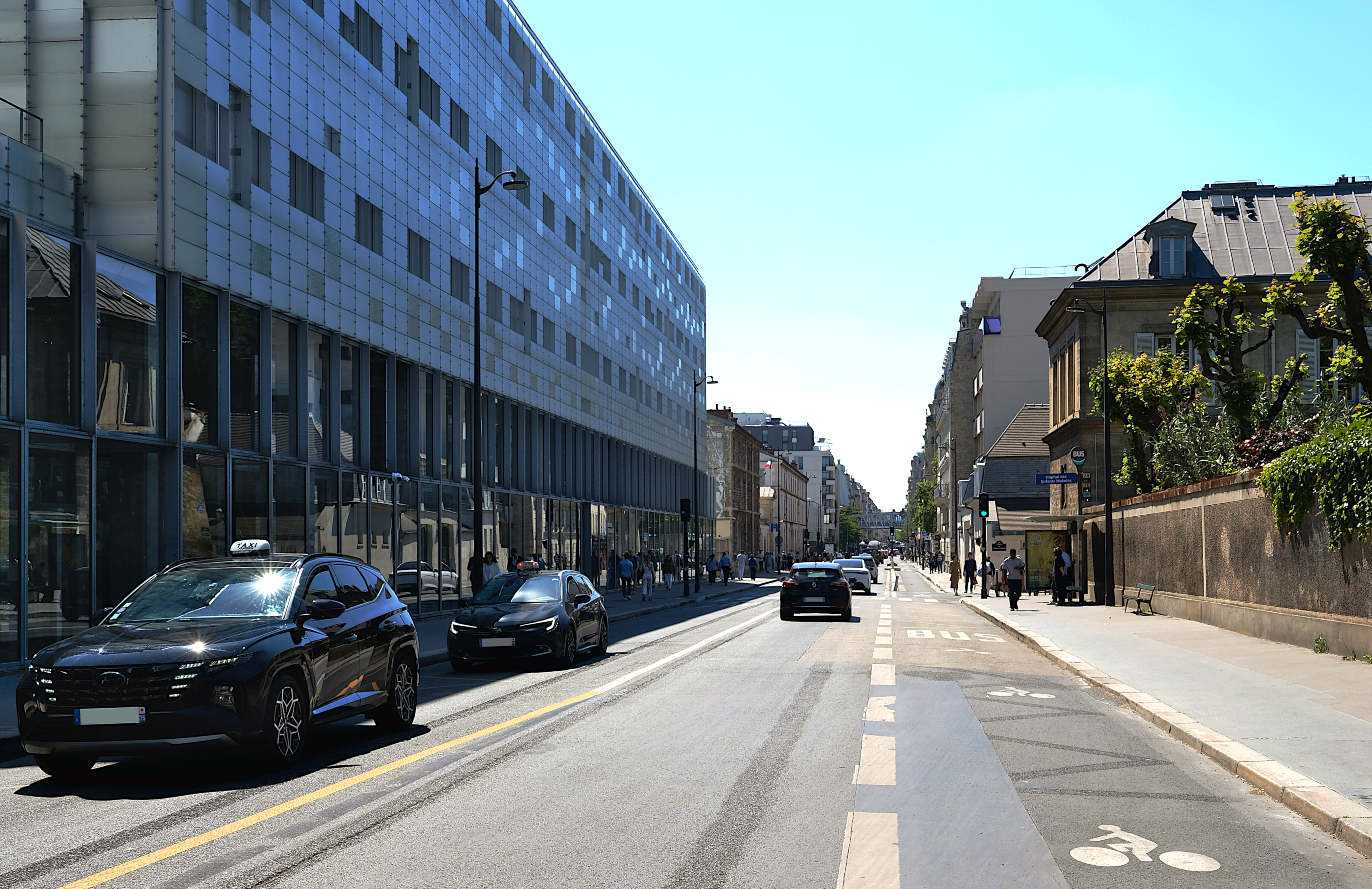
La rue en direction du boulevard Pasteur (numéros 90 et plus).

Elle est desservie par les lignes 10 et 12 à la station Sèvres - Babylone, par la ligne 10 à la station Vaneau, par les lignes 10 et 13 à la station Duroc et par la ligne 6 à la station Sèvres - Lecourbe.

## Origine du nom
Cette voie doit son nom à la commune de Sèvres à laquelle elle mène.

## Historique
Au XIIIe siècle, cette voie était appelée « chemin de la Maladrerie » à cause d'un hôpital de lépreux qu'il longeait, endroit occupé aujourd'hui par le square Boucicaut, et l'allée Pierre-Herbart.
En 1355, elle est indiquée dans le censier sous le nom de « voie de Sèvres », puis prend successivement les noms « grand chemin de Sèvres », « chemin de Meudon », « chemin des Charbonniers », « chemin du Boullouer » avant de devenir « rue du Boullouer », puis « rue du Boullaier », « rue du Boulloy » et « rue du Bouloir-Saint-Germain » à partir de 1568.
En 1624, elle prend le nom de  « rue des Petites-Maisons » puis « rue de l'Hôpital-des-Petites-Maisons », l'hôpital de lépreux ayant été transformé en asile d'aliénés sous le nom d'hôpital des Petites-Maisons ou hôpital des Petits-Ménages. L'hospice est transféré à Issy-les-Moulineaux en 1863 et le boulevard Raspail est tracé à son emplacement,.
Le 15 juillet 1918, durant la Première Guerre mondiale, un obus lancé par la Grosse Bertha explose « rue de Sèvres (sq. Croisic) ».

La rue de Sèvres en 1911. Photographies d'Eugène Atget
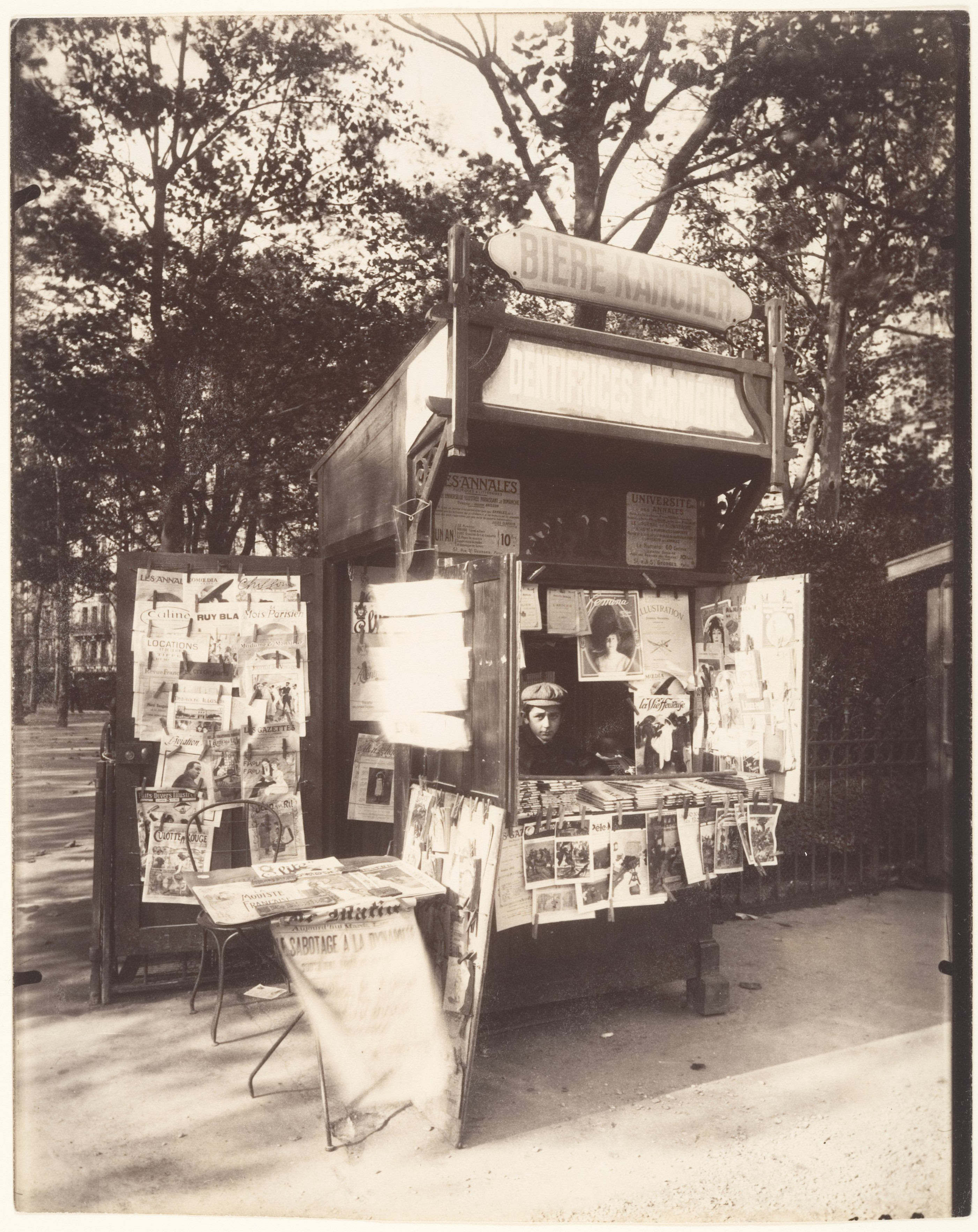
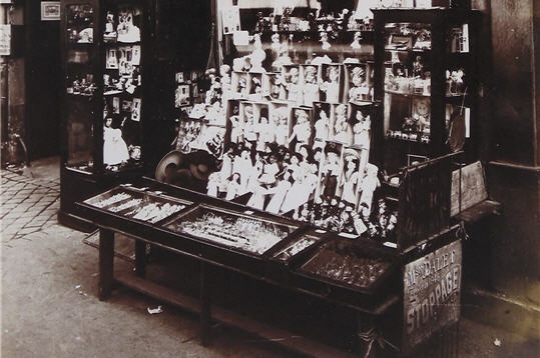

## Bâtiments remarquables et lieux de mémoire
- Nos 1 et 9 : maisons de rapport construites en 1722 pour le couvent des Prémontrés du Saint-Sacrement, très remaniées.
- No 6 : bâtiment de 1 200 m2, ancienne agence bancaire, construit en 1902 par l’architecte Georges-Eugène Balleyguier, rénové à trois reprises et réhabilité en 2023[6].
- No 11 : 
  - Emplacement d'une entrée du couvent des Prémontrés-Réformés, fondé en 1661 et vendu comme bien national en 1797.
  - L'écrivain Joris-Karl Huysmans vécut à cette adresse la plus grande partie de sa vie, dans un appartement situé au premier étage sur cour, aménagé dans les bâtiments de l'ancien couvent des Prémontrés. Il donna une description très précise des lieux au XIXe siècle dans Le n°11 de la rue de Sèvres (De tout, 1901). Il raconte également par ailleurs y avoir rendu visite, en 1920, au peintre Émile Bouneau (1902-1970), qui habitait au dernier étage, sous les toits[7].
  - Pierre Seghers y installe sa jeune maison d'édition à la Libération de Paris en 1944[8].
- Panneau de voirie situé rue de Sèvres, signalant le square Roger-Stéphane de la rue Juliette-Récamier.

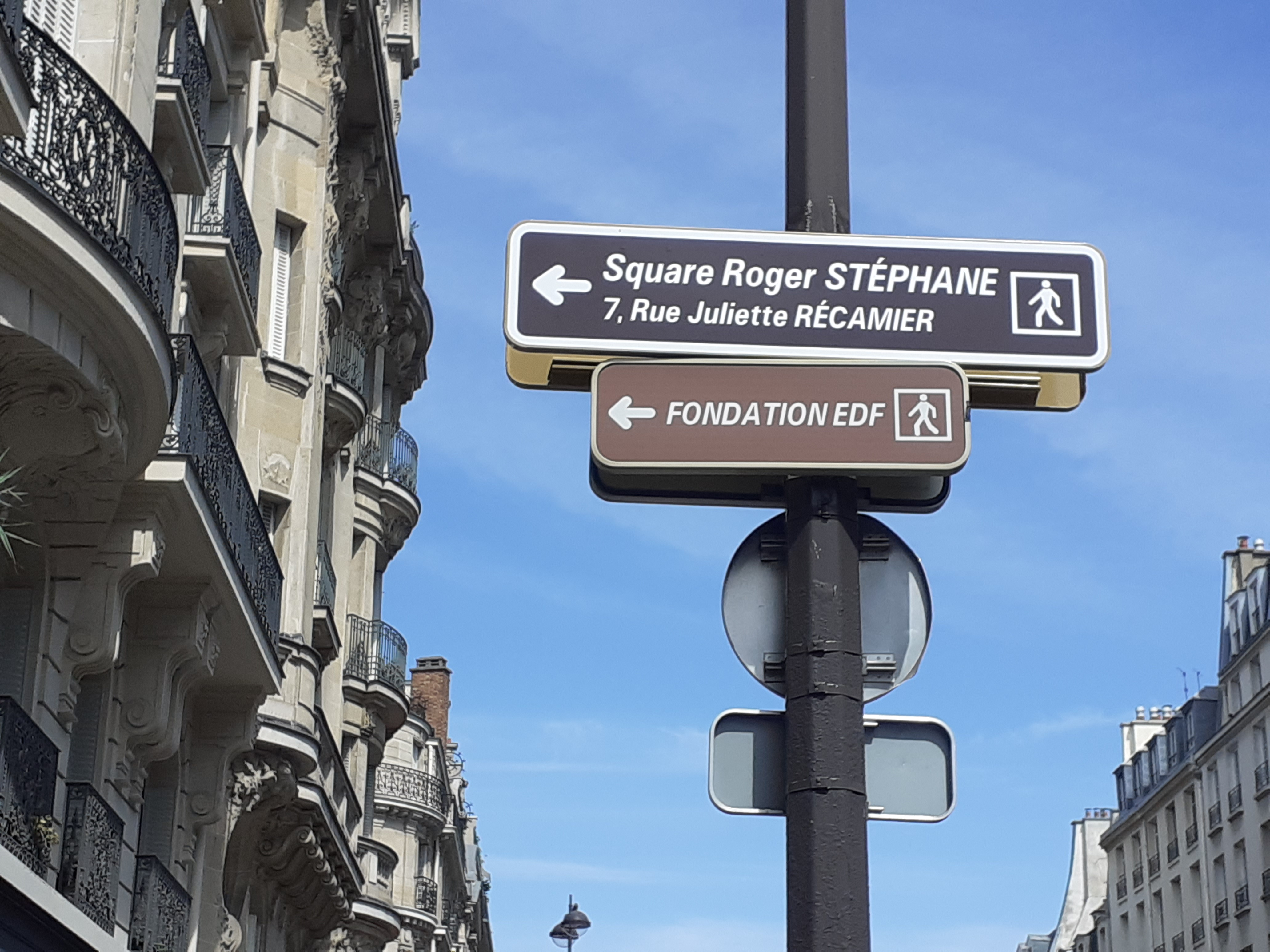
Panneau de voirie situé rue de Sèvres, signalant le square Roger-Stéphane de la rue Juliette-Récamier.

- No 16 : ancienne abbaye-aux-Bois, emplacement actuel de la rue Juliette-Récamier et du square Roger-Stéphane.
- No 17 : 
  - Ancienne piscine Lutetia.
  - L'historien Marc Bloch vécut dans les appartements au-dessus, de 1936 jusqu'à la Seconde Guerre mondiale ; une plaque lui rend hommage.

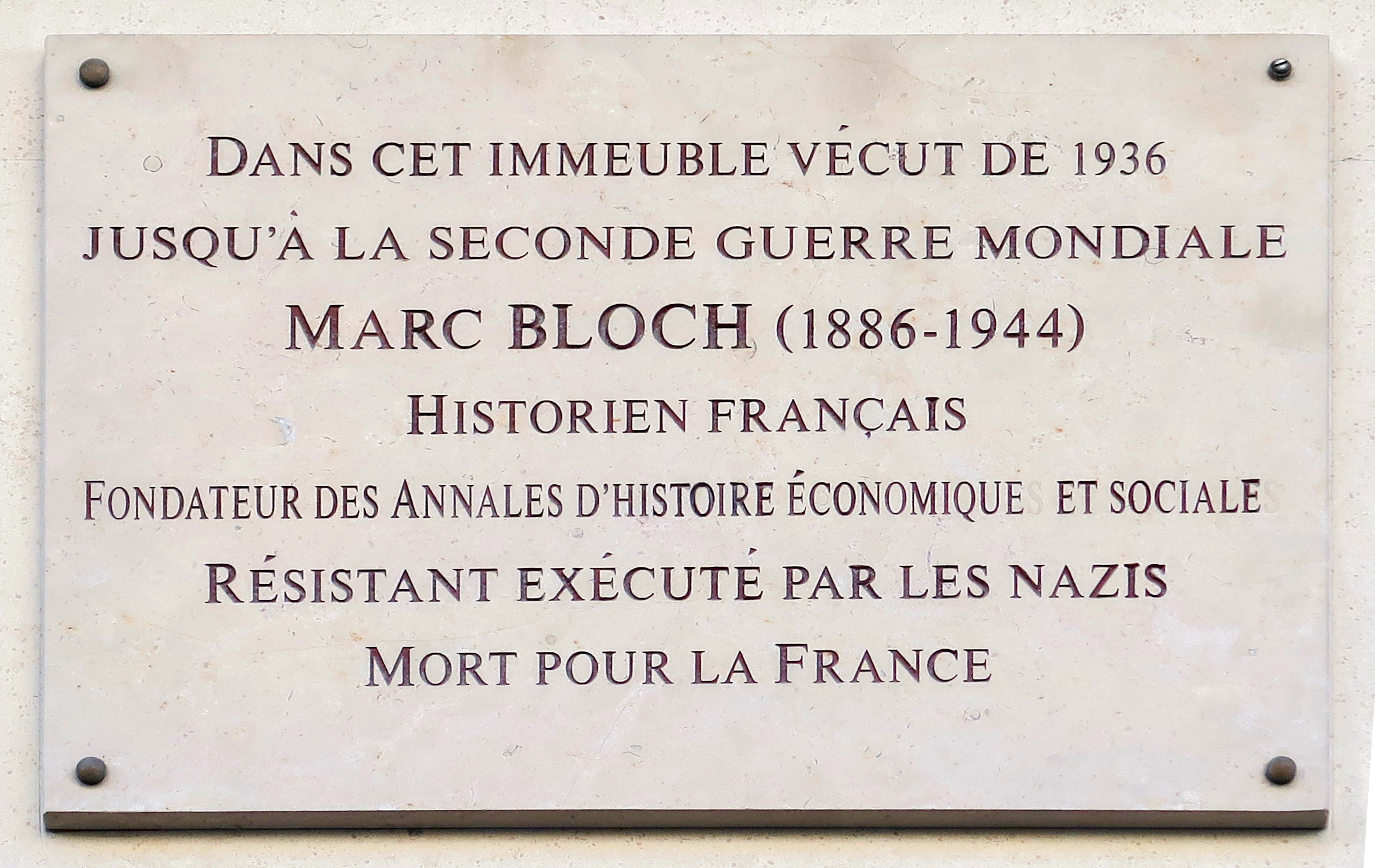
Plaque au no 17.

- No 21 : immeuble du XVIIIe siècle classé monument historique. Louise Colet emménage dans cet immeuble en janvier 1849. Elle occupe l’appartement laissé par l’écrivain Pierre-Simon Ballanche[9].
- No 23 : hôtel Lutetia.
- Nos 23 et 27 : traversée du boulevard Raspail.
- No 22 : le square Boucicaut, du nom de Marguerite Boucicaut et d'Aristide Boucicaut, fondateurs des grands magasins Le Bon Marché, et accès à l'allée Pierre-Herbart, en mémoire de l'écrivain et résistant de la Seconde Guerre mondiale Pierre Herbart, qui vécut dans le quartier.
- No 24 : grands magasins Le Bon Marché.
- Nos 25 et 27 : emplacement de l'ancienne maison-mère des Sœurs de Saint-Thomas de Villeneuve, démolie en 1908 après expropriation des religieuses en vue du percement d'un tronçon du boulevard Raspail[10]. Elles installent leur nouvelle maison-mère au château de Neuilly (Neuilly-sur-Seine), acquis à cet effet en 1907.
- No 33 : église Saint-Ignace de Paris.
- No 35 : Allan Kardec y ouvre un cours privé en 1824[11]. Dernier domicile parisien de Le Corbusier, où se situait son atelier.
- No 35 bis : Centre Sèvres des Jésuites.
- No 37 : le peintre Diogène Maillart avait un atelier à cette adresse de 1890 à sa mort, en 1926.
- No 38 : La Grande Épicerie.
- Nos 40 et 42 : hôpital Laennec (classement partiel au titre des  monuments historiques).
- No 42 : fontaine du Fellah de Pierre-Nicolas Beauvallet, inscrite aux monuments historiques[12].

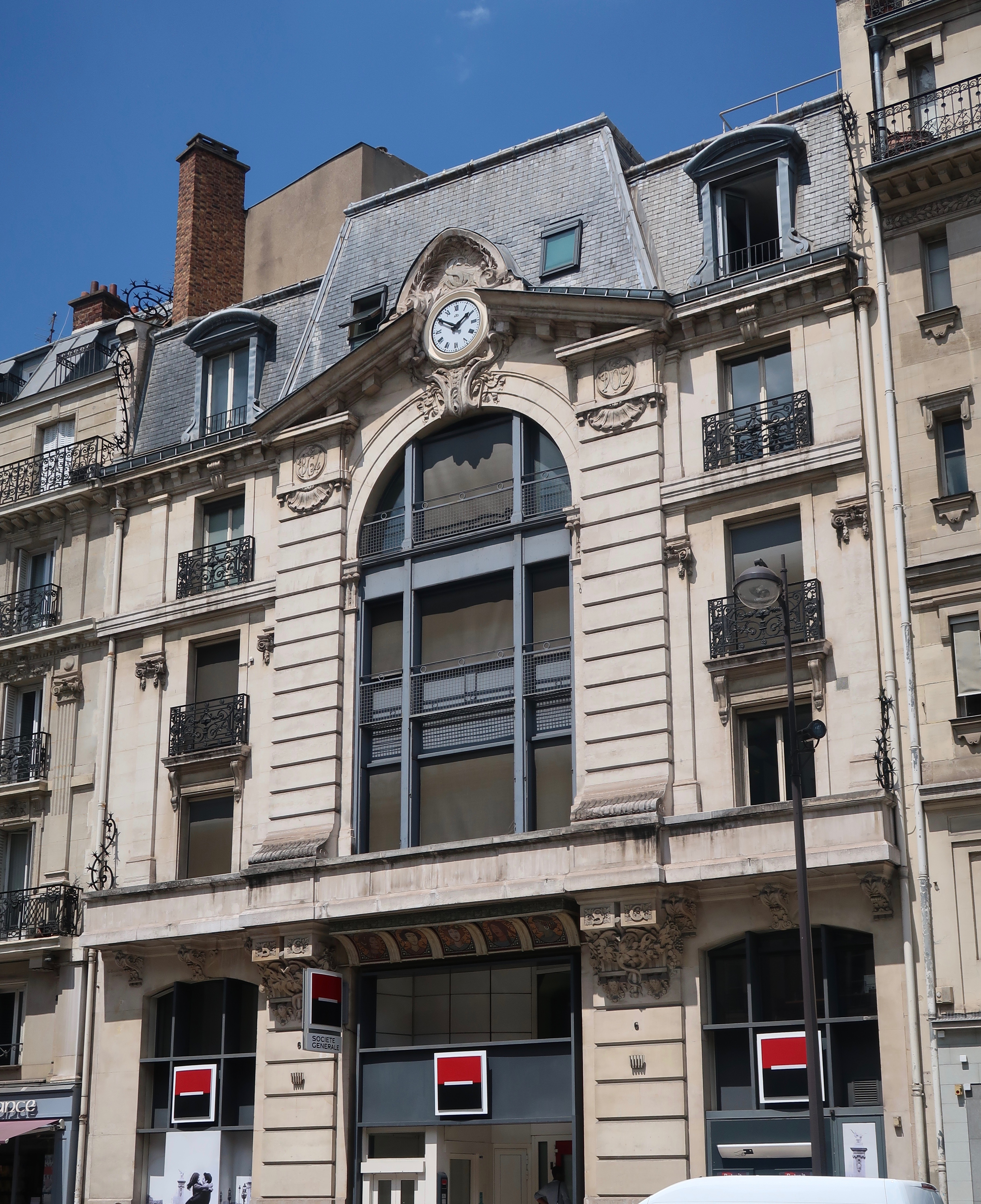
No 6.
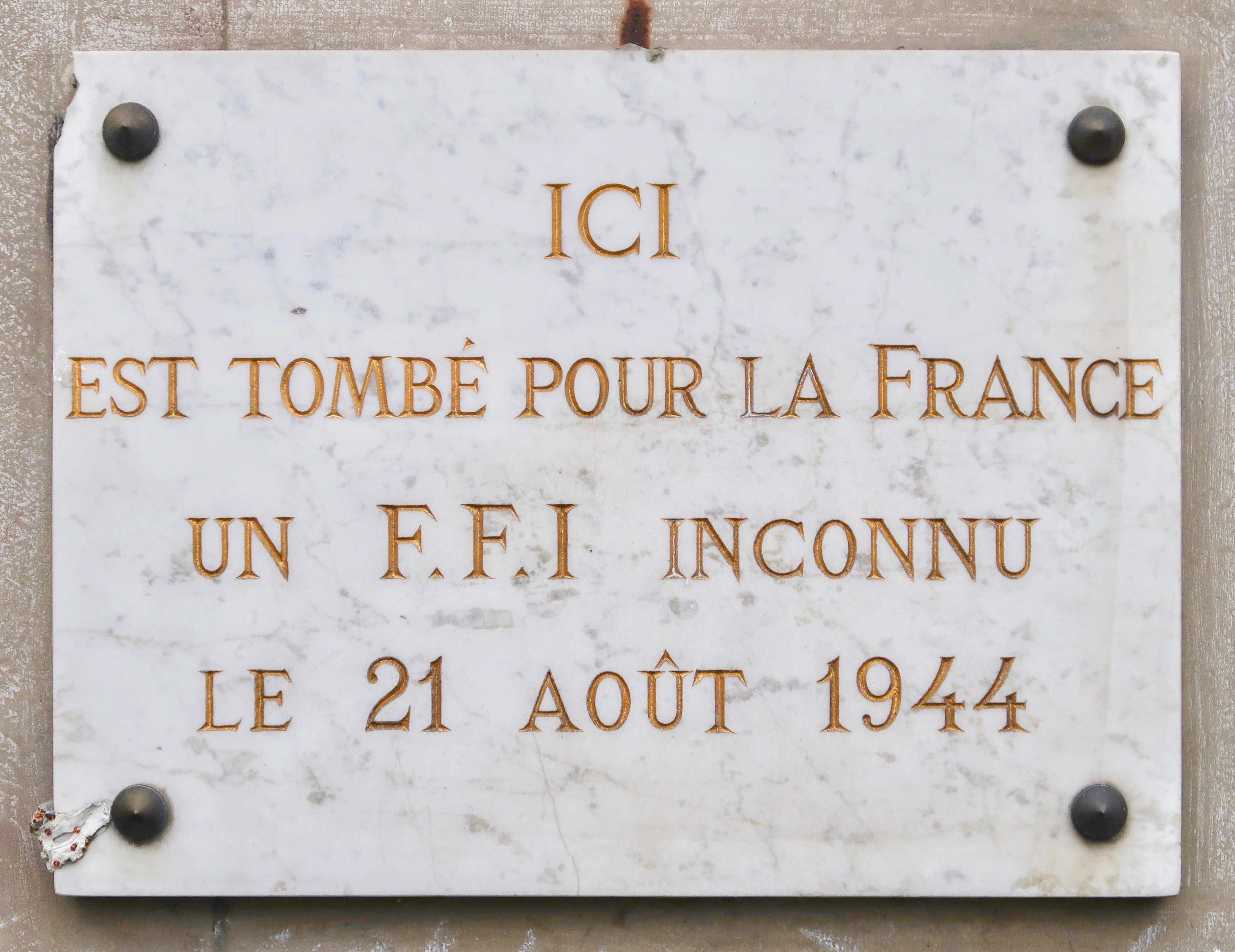
Plaque en hommage à un FFI mort pendant la Libération de Paris, au croisement avec le boulevard Raspail.
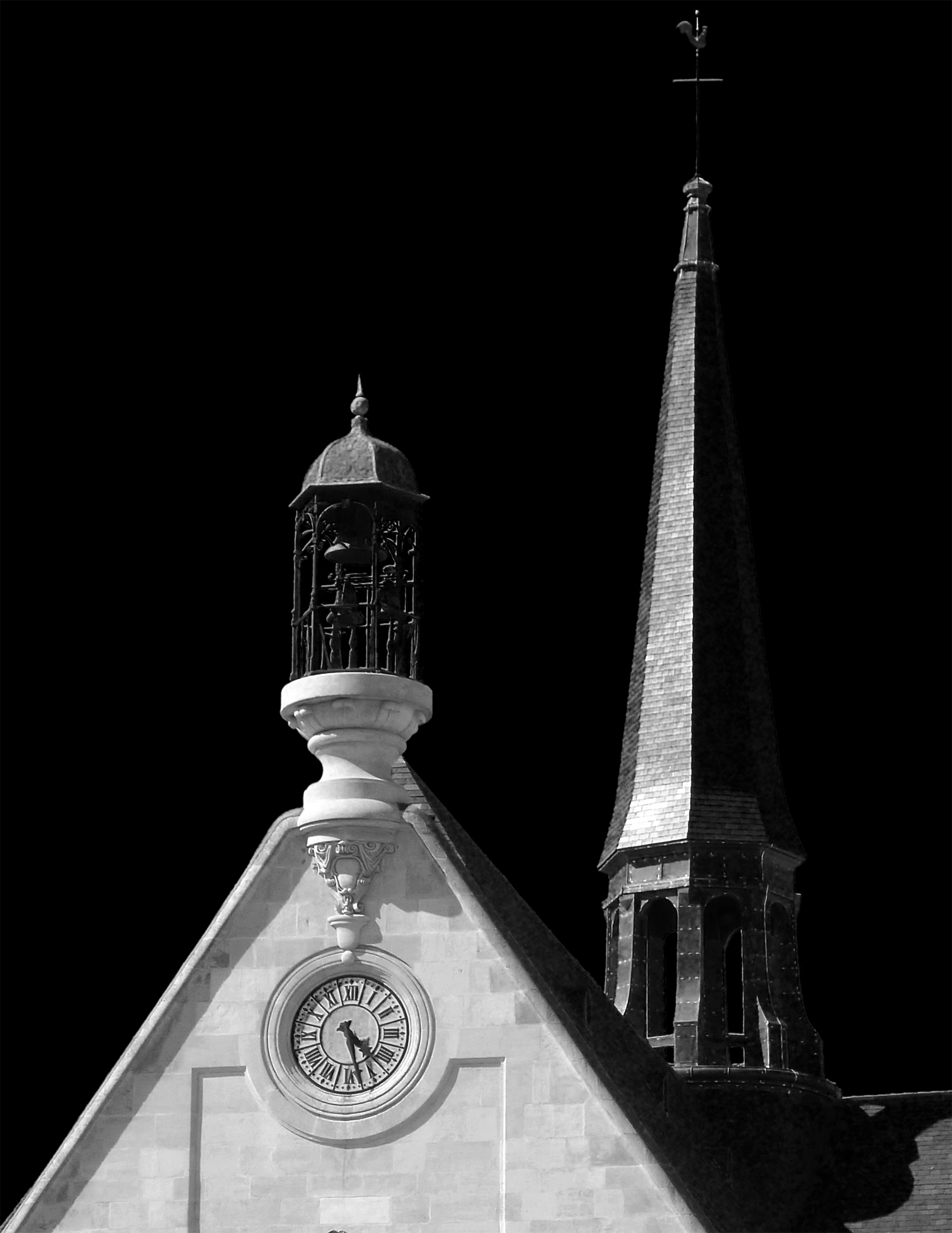
Clocher et clocheton de la chapelle de l'hôpital Laennec.
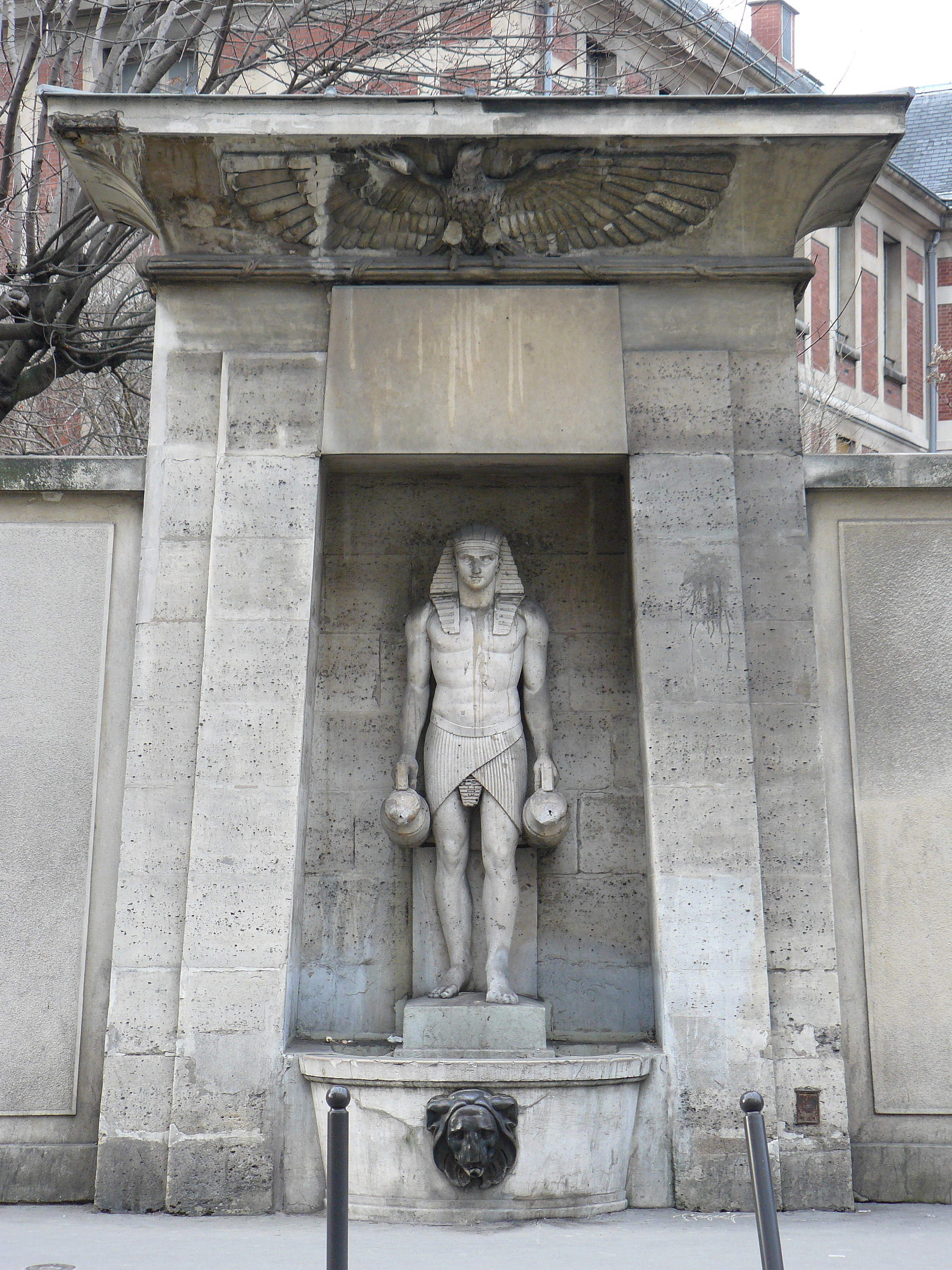
No 42 : fontaine du Fellah.

- No 51 : le peintre anglais Thomas William Marshall (1875-1914) y avait son atelier en 1905[13].
- No 59 formant angle avec le no 2, rue Saint-Placide : maison (XVIIIe siècle[14]) avec niche d'angle abritant une Vierge à l'Enfant.
En 1838, le marchand de vin et traiteur nommé Guignet occupe ce lieu. En cette année, la goguette parisienne dénommée Frileux y établit son siège hivernal[15].
- No 64 : façade avec bas-reliefs.

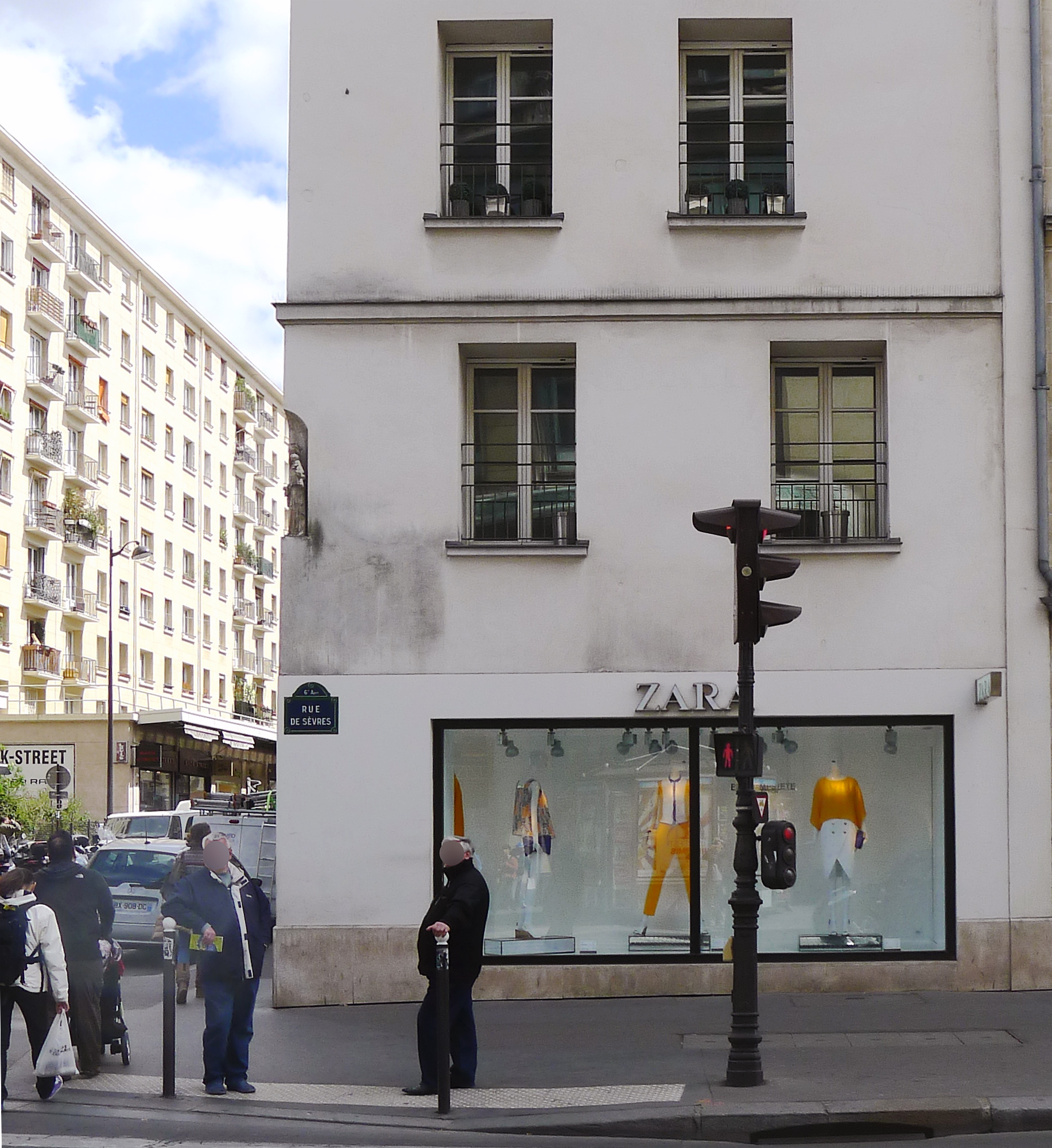
No 59 : anciennement marchand de vins.
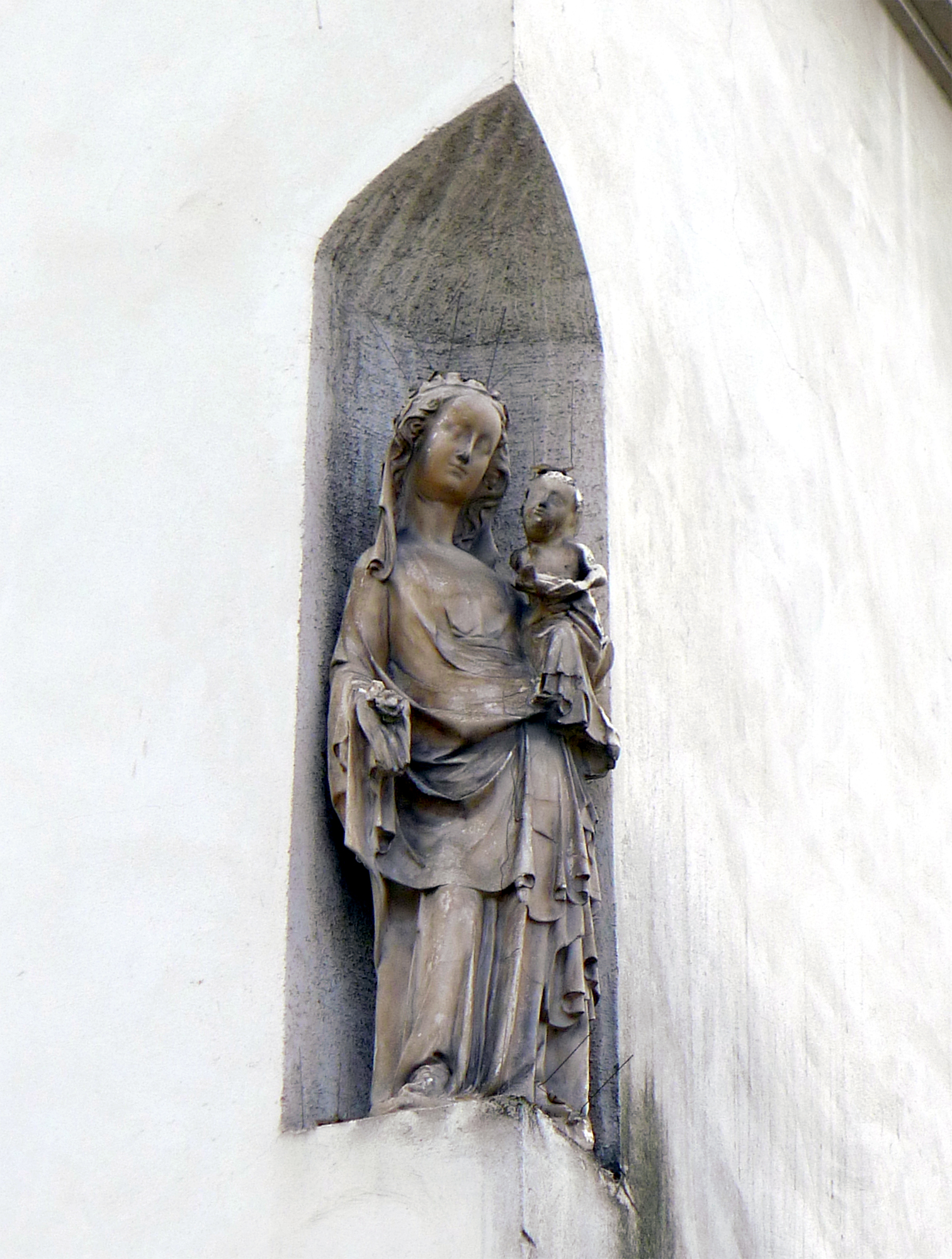
No 59 : statue de Vierge à l'Enfant.
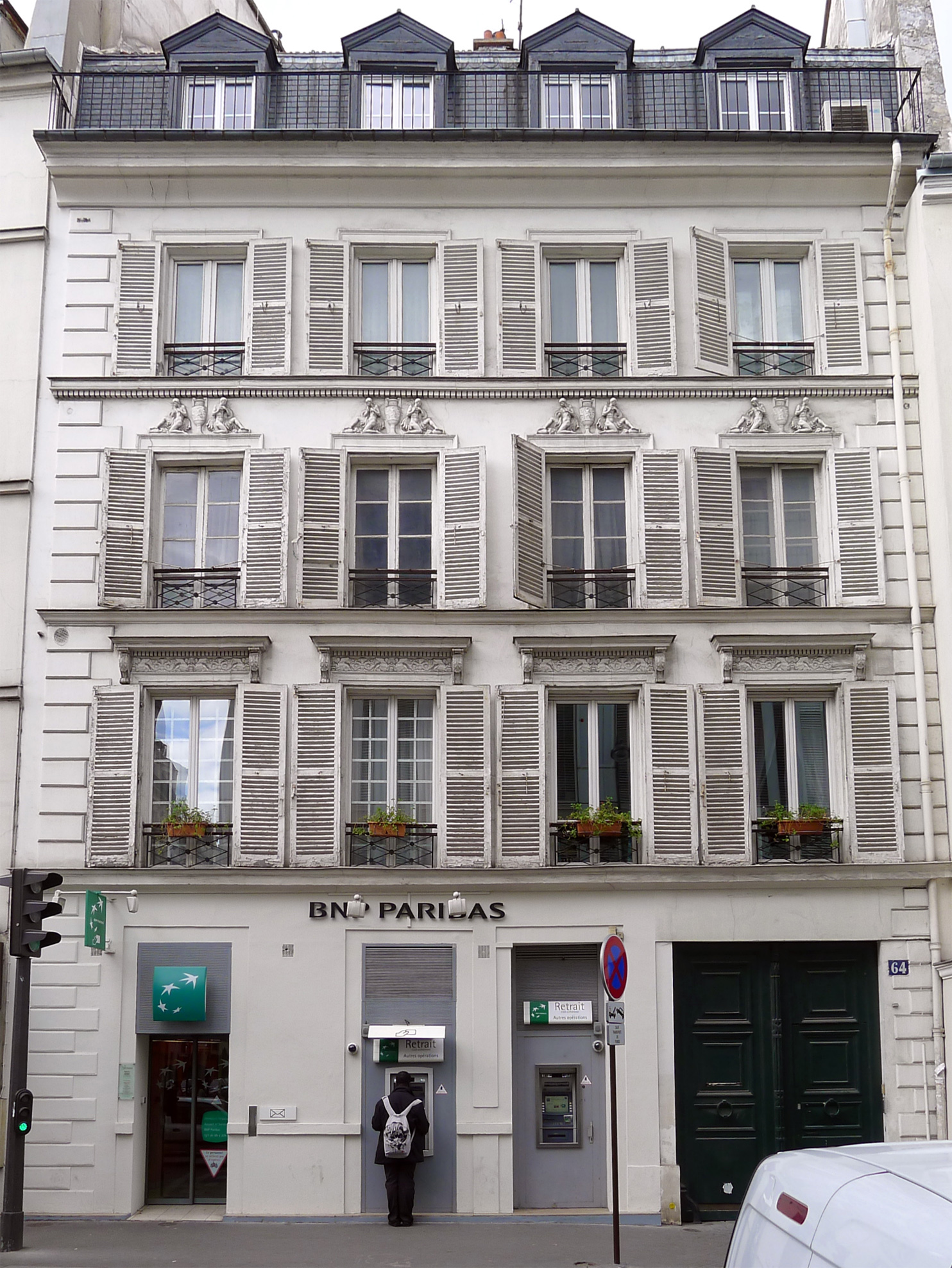
No 64 : vue générale.
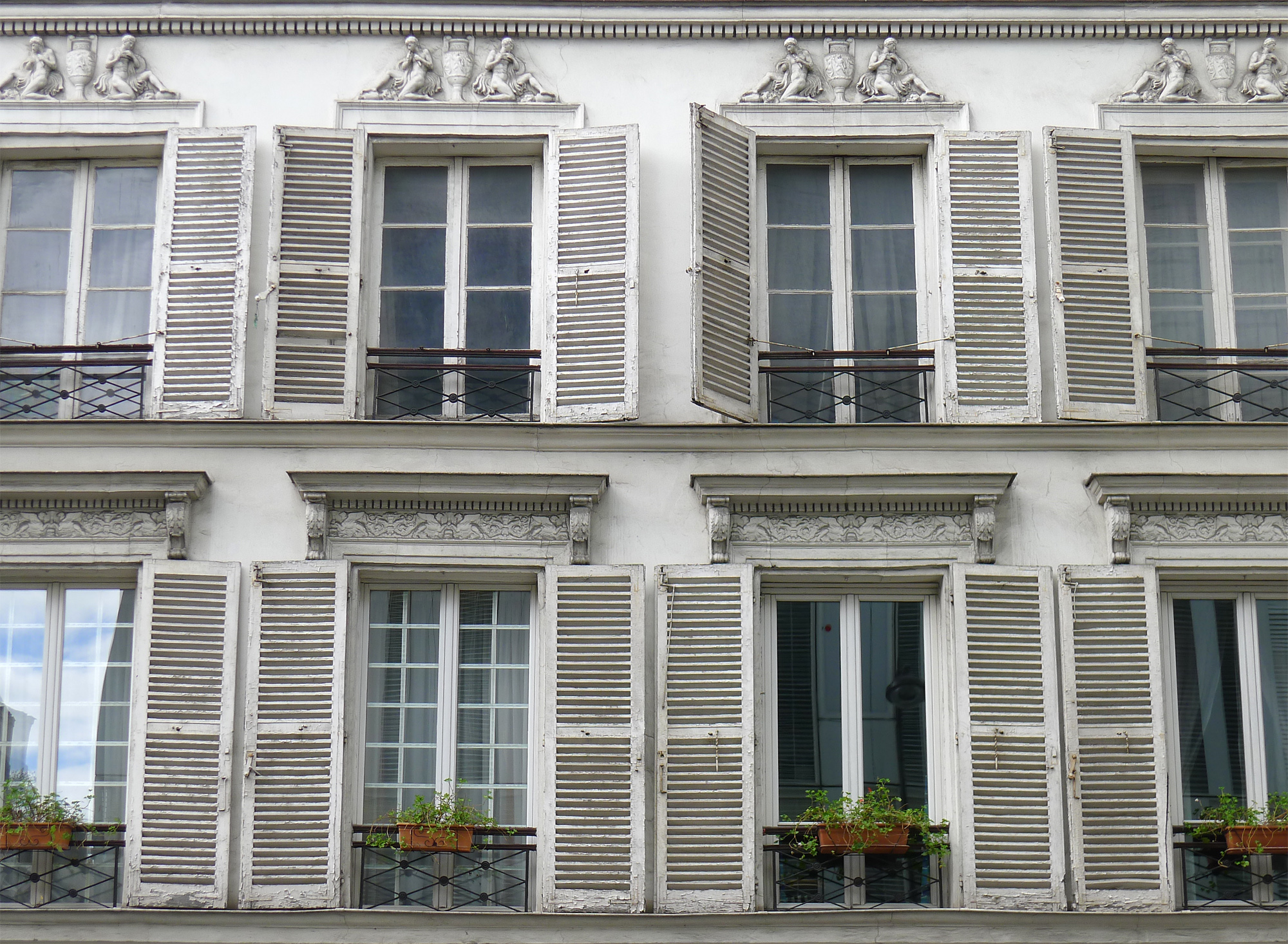
No 64 : détails.

- No 79 : Aristide Maillol y eut son atelier où il accueillit le peintre Achille Laugé[16].
- No 84 : emplacement de l'ancien couvent des Oiseaux, « prison des Oiseaux » sous la Révolution.
- No 88 bis, au croisement avec le boulevard des Invalides : façade latérale de l'Institut national des jeunes aveugles. Depuis 2023, son jardin est ouvert au public ; il porte le nom d'Helen Keller[17].
- No 90 : hôtel particulier occupé par la congrégation des Filles de la Croix, dites Sœurs de Saint-André.
- Nos 93 à 97 (et 88 à 92, rue du Cherche-Midi) : chapelle de la maison mère de la congrégation de la Mission (lazaristes). Au 93 également, campus parisien de l'université de Saint John (New York).

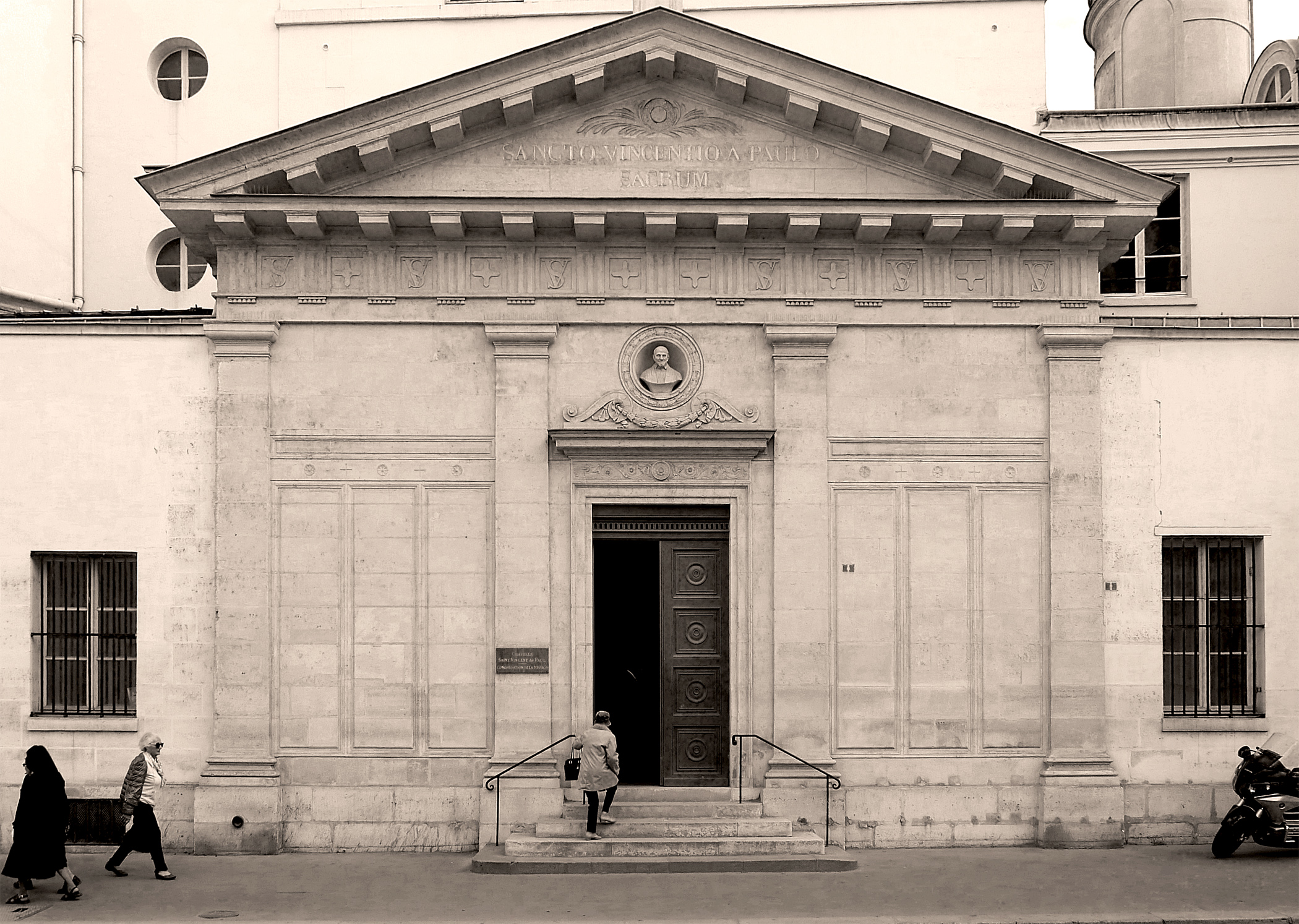
Chapelle Saint-Vincent-de-Paul.
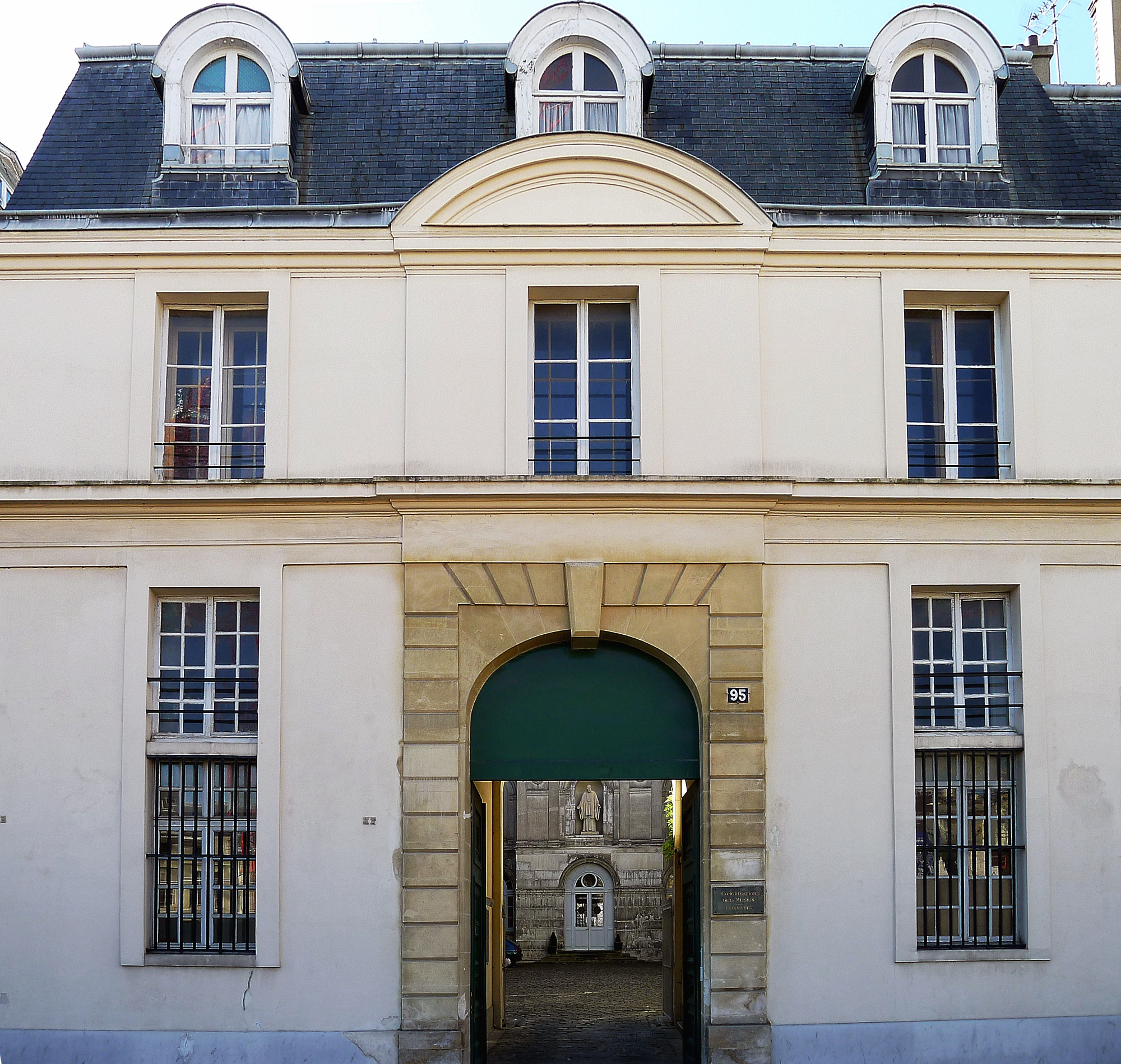
No 95.
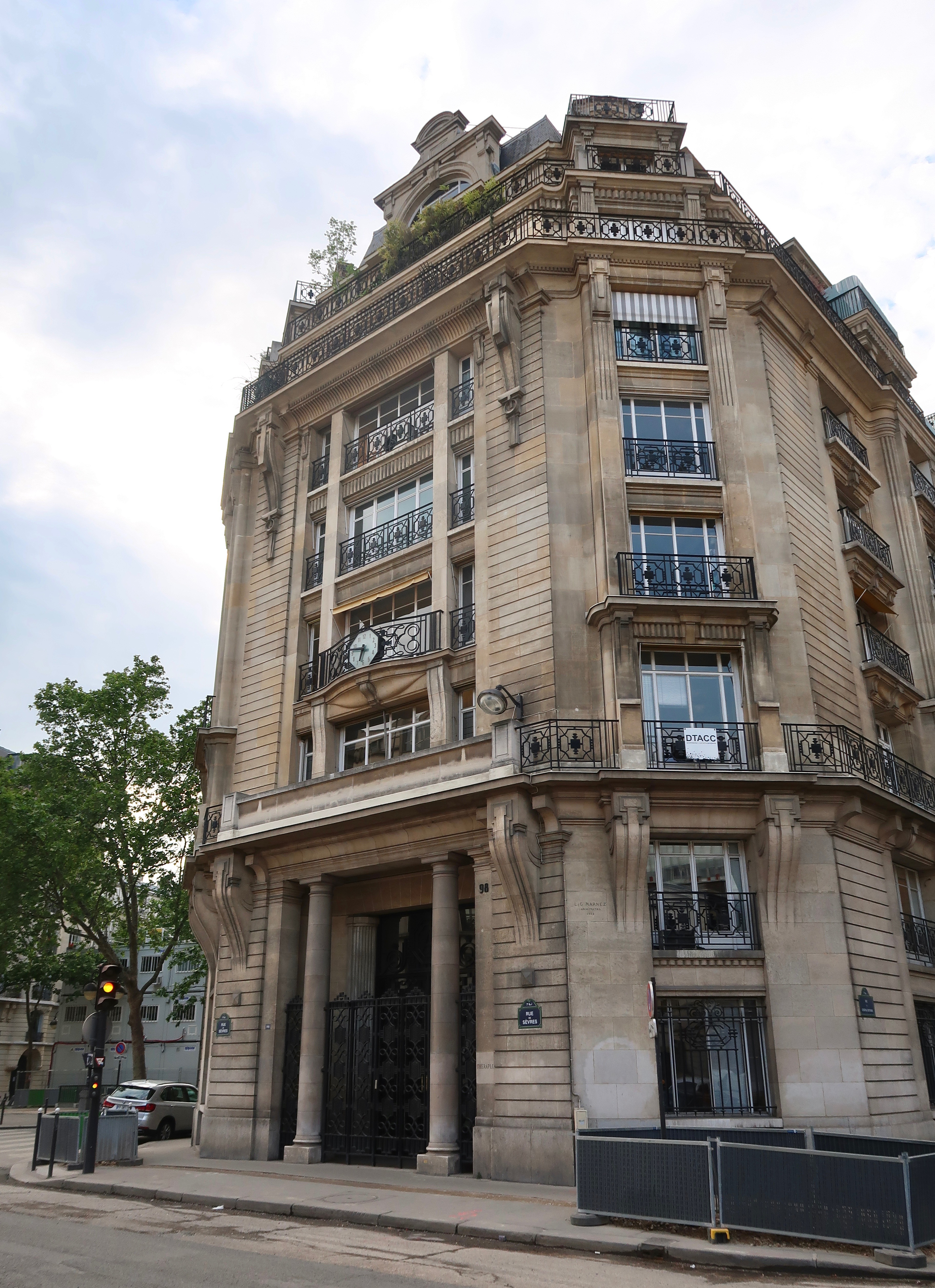
No 98.

- No 109 : immeuble construit par l'architecte Charles Blanche en 1901[18].
- No 111 : à l'angle de la rue Saint-Romain, l'hôtel de Choiseul-Praslin, siège de La Banque postale.

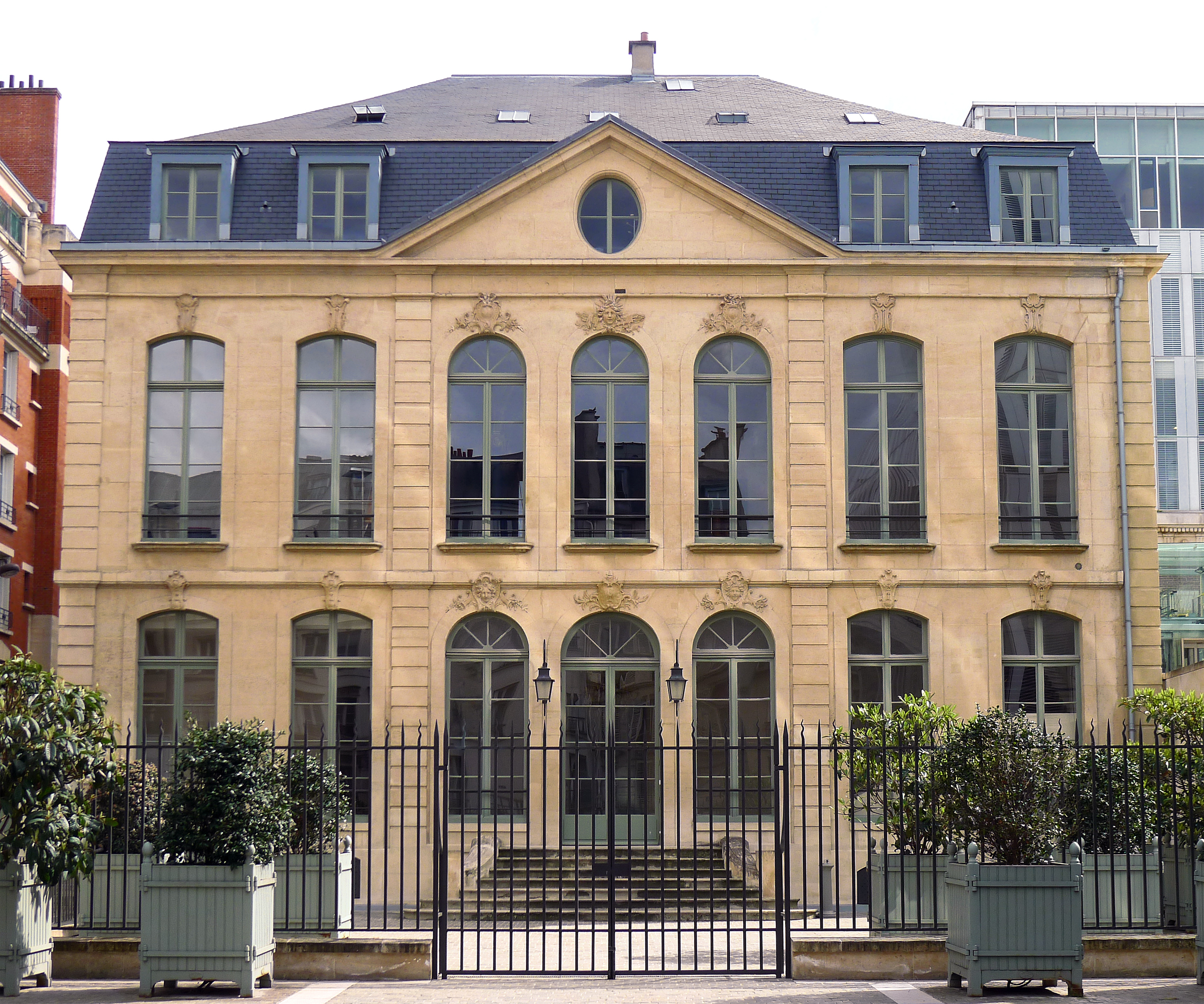
No 111 : hôtel de Choiseul-Praslin.
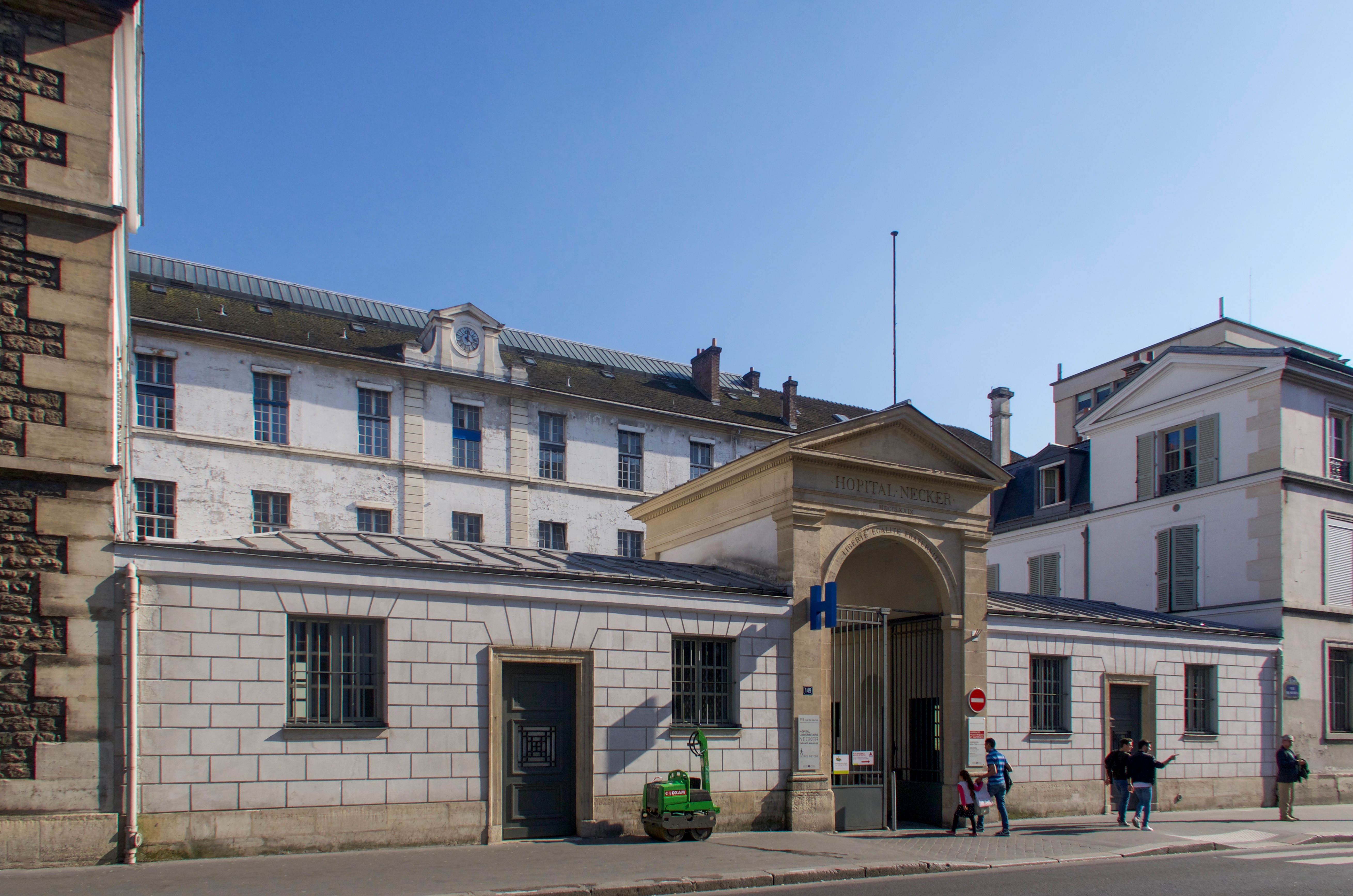
No 149 : hôpital Necker-Enfants malades.

- No 125 : emplacement d'un enclos[19] où l'on montrait de 1730 à 1778 des combats d'animaux. Ce cirque fut transféré en 1778 dans le quartier de l'Hôpital-Saint-Louis à l'extérieur de la barrière de Pantin du mur des Fermiers généraux, qui prit alors le nom de barrière du Combat[20].
- No 135 (ou 155 ?[21] ) : en 1888, domicile du peintre Henri Rousseau (1844-1910), dit Le Douanier Rousseau. Sa première femme, Clémence Boitard, y meurt le 7 mai 1888 à l'âge de 37 ans[22].
- No 137 : trois pavillons sur cour du XIXe siècle, classés monuments historiques[23], dont un accueillle la fondation Jean-Dubuffet.
- No 141 : une chambre y fut en 1867 le premier logement parisien du peintre Guillaume Fouace[24].
- Nos 149 et 151 : hôpital Necker-Enfants malades.

### Emplacement non localisé
- Hôtel de Rosmadec[25]